# Majhare
Majhare – gaun wikas samiti we wschodniej części Nepalu w strefie Kośi w dystrykcie Morang. Według nepalskiego spisu powszechnego z 2001 roku liczył on 1611 gospodarstw domowych i 8910 mieszkańców (4306 kobiet i 4604 mężczyzn).